# L change the WorLd
L change the WorLd è un film del 2008 diretto da Hideo Nakata, spin-off live action del manga Death Note scritto da Tsugumi Ohba e disegnato da Takeshi Obata.

## Trama
Il detective L ha appena risolto l'ennesimo caso con la collaborazione del fido Watari e dell'agente Naomi Misora, e si appresta ad andare in Giappone per indagare sul caso Kira. Con la morte di Light Yagami e la risoluzione del caso, a L restano solo 20 giorni da vivere. In questo periodo un virus molto pericoloso viene diffuso in un villaggio della Thailandia causando una strage. "F", un agente di Watari che si trovava in zona ad indagare riesce a portare via un bambino, miracolosamente immune dal virus e a farlo arrivare a L affinché possa metterlo al sicuro.
Dietro questo virus c'è uno scienziato che a sua insaputa ha lavorato per conto di un gruppo di persone che sperano di vendere l'arma batteriologica al miglior offerente. Resosi conto di questo lo scienziato si suicida iniettandosi il virus e distruggendo l'antidoto, sperando che questo serva a convincere i cospiratori a non diffonderlo.
La figlia dello scienziato scappa e viene aiutata da L, che insieme al bambino immune cercherà di creare un vaccino e scoprire i colpevoli che mettono in pericolo l'intera umanità.
Risolto il caso, L accompagna il bambino alla Wammy's House e gli dona un nuovo nome: Near. Dopo questo fa appena in tempo a tornare a casa, dove si addormenta pacificamente e muore esattamente come aveva scritto sul quaderno della morte.

### Matsuda spin-off
Il Matsuda spin-off è uno speciale incentrato su Matsuda, della durata di 10 minuti circa. Originariamente era una scena iniziale (poi scartata) del film "L change the worLd" e prende posto nella storia subito dopo la fine de L'ultimo nome.
Matsuda deve firmare alcuni rapporti e finché non lo fa, il caso Kira non può definirsi chiuso, ma non è ancora certo se chiuderlo o meno. Dice che non riesce a capire né quello che Light pensa sia giusto, né cosa L abbia fatto; successivamente Matsuda riceve un foglio scritto da Soichiro Yagami: "Vai a vedere Ryuzaki". Quindi Matsuda decide di comprare dei dolci per far visita ad L; quando gli pone la scatola di dolci, L risponde: "Un regalo d'addio ad una persona che sta per morire. Dovrei ringraziarti". Improvvisamente poi, Matsuda si arrabbia e gli dice: "Hai solo due settimane da vivere! Finiscila di lavorare! Fai qualcosa che ti piace, come uscire con una ragazza o viaggiare in qualunque posto ti piaccia o qualsiasi altra cosa. Perché!? Perché non utilizzi il resto del tuo tempo per te stesso! Almeno non credere che la morte sia una cosa da niente". Dopo di che Matsuda si congeda. Dopo aver lasciato la casa di L, Matsuda chiama Soichiro dicendo: "Ho detto a Ryuzaki una brutta cosa, sono veramente dispiaciuto". Poi d'un tratto appare un fattorino e gli consegna un cesto di crepes in cui c'è un messaggio da parte di L, scritto su un pezzo di carta: "lo zucchero aumenterà le funzioni del tuo cervello. Mangia tante crepes, diventerai più intelligente!". Mangiando le crepes e piangendo, Matsuda urla: "L, you hyottoko yaro!" e si chiede come L avrebbe potuto vivere questi 23 giorni con la consapevolezza che sarebbero stati gli ultimi istanti della sua vita.

## Accoglienza
Il film venne distribuito nel circuito cinematografico giapponese il 9 febbraio 2008 (due giorni prima era stato proiettato per la prima volta a Hong Kong). Il film è rimasto in cima alle classifiche di incassi in patria e in meno di un mese ha totalizzato più di 2.200.000 spettatori per un totale di 250.000.000 di yen.
L: Change the World è stato il film di maggior incasso al botteghino giapponese durante il suo weekend di debutto. Ha incassato un totale di 846 milioni di yen e ha avuto 677.000 entrate durante i primi tre giorni. Inoltre, ha stabilito il record per il film di maggior incasso e più visto in un periodo di due giorni. A partire dal 5 marzo 2008, un totale di 2.200.000 persone andarono a vedere il film, e il film incassò un totale di circa 2,5 miliardi di yen.
L: Change the World è il decimo film di maggior incasso del 2008 in Giappone. Secondo la Motion Picture Producers Association of Japan, questo film ha guadagnato un totale di 3,1 miliardi di yen nei botteghini giapponesi per l'anno 2008.
Rodney Perkins di Twitch ha criticato il film, dicendo che "è stato un po 'difficile mostrare l'appeal di L: Change the World a chiunque, oltre i giovani, e ai fan più accaniti dei film originali e del manga su cui si basa". Ha anche aggiunto che "le idiosincrasie di L sembrano più distrarre di qualsiasi altra cosa", anche se ammette che "sono completamente fedeli al personaggio". Il recensore ha concluso chiedendosi "se questo entusiasmo [degli spettatori] deriva dal film stesso, in contrasto con il suo rapporto con il più ampio fenomeno di Death Note."
Il recensore di Love HK Films, Kozo, descrive L: Change the World come un "servizio fan per i fan" e ha aggiunto che il film "non è né rivoluzionario né degno di nota". Ha detto che anche se "i fan rabbiosi degli adattamenti manga di successo troveranno probabilmente questo un premio adatto", i "non iniziati potrebbero dover seguire un corso accelerato nella tradizione dei Death Note". Tuttavia, ha elogiato lo sviluppo del film del personaggio di L.
Derek Elley della rivista Variety descrive però il film come "un traballante spin-off" con molti buchi nella trama, assenza di sfide mentali tipiche dei primi due film e una mancanza di suspense.